# Túc Dự
Túc Dự (tiếng Trung: 宿豫区; bính âm: Sùyù qū) là một khu (quận) của thành phố Túc Thiên, tỉnh Giang Tô, Trung Quốc.

### Trấn
| - Thuận Hà (顺河镇) - Hiểu Điếm (晓店镇) - Sái Tập (蔡集镇) - Đinh Chủy (丁嘴镇) - Tạo Hà (皂河镇) | - Ngưỡng Hóa (仰化镇) - Đại Hưng (大兴镇) - Vương Quan Tập (王官集镇) - Lai Long (来龙镇) - Hoàng Đôn (黄墩镇) | - Lục Tập (陆集镇) - Quan Miếu (关庙镇) - Thị Lĩnh (侍岭镇) - Tân Trang (新庄镇) |

### Hương
- Tĩnh Đầu (井头乡)
- Tào Tập (曹集乡)
- Bảo An (保安乡)